# 한미타올
한미타올은 대전광역시에 소재한 대한민국의 타월 섬유 제조 기업이다.

## 특징[1]
- 광복 및 한국전쟁 이후 월남, 대전에서 타월을 생산하던 이북 출신 7개 직물 제조업자가 통합한 기업
- 창업주: 현규종(현승종 전 국무총리의 친형)
- 타월 시장 점유율 20 % (한국 1위, 2012년도 기준, mbc 대전 뉴스투데이 '13.1.17 방영)[2]

## 연혁[3]
- 1971년 4월: 대전시 용문동 소재 한밭타올 공업사외 6개 공장 통합, 대전산업단지에 한미타올 공업사 발족
- 1971년 11월: 한국타올조합 회원 가입
- 1972년 4월: 충청남도 지정 수출품 생산업체 지정
- 1973년 1월: 군납업체 등록
- 1975년 3월: 상공부 지정 공장 새마을 시범업체
- 1984년 1월: 한미타올(주)로 법인전환, 총 자본금 4억 7,100만원으로 증자
- 1985년 7월: '86 아시안게임 및 '88 올림픽 타올 상품화권자 획득
- 1986년 11월: 공업 진흥청 K.S 지정업체 (제 4841호)
- 1990년 3월: 공업 진흥청 "품" 마크 획득
- 1992년 3월: 대전 엑스포 ’93 공식타올 상품화권자 선정
- 1995년 11월: S.F마크 인증(한국소비과학연구센터)
- 1997년 1월: 중소기업청 중소기업 우수제품마크(GQ) 인증
- 1998년 4월: 중소기업청 월드컵관련상품 생산 유망기업 지정(제1998-63호)
- 2002년 10월: 국제품질인증규격 ISO 9001획득
- 2007년 6월: 개성공단 입주업체로 선정[4]

## 브랜드[5]
- 레노마(renoma)
- 로맨티스트(ROMANTICIST)
- 로제린(ROSERIN)
- 모야(moya newyork)
- Well-Being & Sport
- 이코노미(五福, Silk, 좋은아침, 바이오테리, 칼라타올, 주방용제품, 기쁨두배)

## 회사위치
- 본사/공장:대전광역시 대덕구 대전로1331번길 50 (대전제1산업단지 내)
- 서울영업부: 서울 중구 동호로 390-1
- 개성공장: 개성특별시 판문구역 봉동리 개성공업지구[6]